# Rodriguez-Lopez Productions
Rodriguez-Lopez Productions är ett skivbolag, som ägs av Omar Rodríguez-López, den tidigare ägaren av skivbolaget Gold Standard Labs. 
Skivbolaget har ett fåtal kända artister, däribland Zechs Marquise, The Mars Volta (vinyl), De Facto, El Grupo Nuevo De Omar Rodriguez-Lopez, och Omar Rodriguez-Lopez Group. Alla dessa band förknippas förutom via skivbolaget på ett eller annat sätt med Omar Rodriguez-Lopez. Zechs Marquises trummis är Omars bror Marcel Rodriguez-Lopez, Omar själv är gitarrist i The Mars Volta, i El Grupo Nuevo De Omar Rodriguez-lopez samt i Omar Rodriguez-lopez Group. Han var även basist i De Facto.